# 澤田半之助

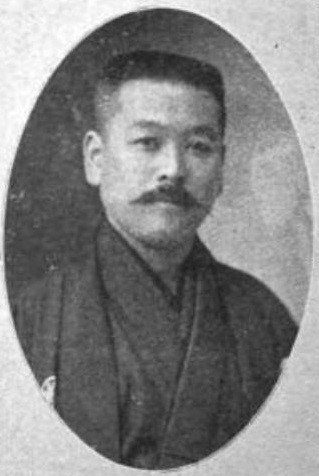
沢田半之助

澤田 半之助（さわだ はんのすけ、1868年7月27日（慶応4年6月8日） - 1934年6月17日）は日本の実業家、労働運動家。洋服の仕立職人としてアメリカ合衆国に在住中に高野房太郎と知り合い、帰国後の1897年に高野らとともに労働組合期成会を結成した。また、銀座に洋服店を開いた。のち、米友協会幹事として横須賀市久里浜のペリー上陸記念碑の建立に関わった。

## 生涯
1868年に現在の福島県須賀川市で生まれる。後述する在米時代以来の友人だった米山梅吉によれば、生家は須賀川でも有数の資産家の本家で、父は澤田喜兵衛だった。しかし、幼少期に父と死別し、遺産を欲する親族の意向から彼らの後見を受け、進学できずに寺子屋に学ぶなど不遇な環境に置かれた。
成人後に社会勉強として洋服仕立職人に弟子入りし、分家の姪と結婚して一女をもうけたが、ここでも親族の介入で離縁を余儀なくされた。これに幻滅した澤田は、親類の三浦篤次郎（自由民権運動家で渡米経験があった）の影響を受け、片道の乗船料だけで1890年（明治23年）に渡米した。カリフォルニア州サンフランシスコで日本人として初めて洋服店を開く。澤田の店は、同じ日本人の靴職人であった城常太郎（じょう・つねたろう）の店に寄寓する形であった。在米の新聞記者だった鷲津尺魔の著書『在米日本人史観』（羅府新報社、1930年）によると、当時在米日本人は貧しく洋服を買うことはほとんどなかったため、「洋服屋とは名ばかりで、洗濯、直し物等が主なるものであった。新造の注文などは開業当初はなかった」という。在米時代には留学生などの在留日本人への支援を惜しまず、これが帰国後の人脈につながった。
この在米中に、当時サンフランシスコ商業学校で学んでいた高野房太郎と知り合い、高野と城・澤田は1891年にサンフランシスコで職工義友会を設立した。日本に帰国後の1897年、高野や城らとともに労働組合期成会の結成に参加する。期成会の最初の事務所は、東京市京橋区元数寄屋町（現・東京都中央区銀座）にあった澤田の店舗「澤田洋服進調所」に置かれていた。澤田が銀座に開店するにあたっては、米山梅吉の支援を得た。1899年には東京洋服裁縫業組合を結成している。しかし、1901年に労働組合期成会が解散すると労働運動から離れた。
その後、澤田はアメリカ在住経験者らで結成された米友協会の幹事となり、ペリー上陸記念碑の建立に関わった。一方、本業の洋服製造業では鉄道院総裁の後藤新平の依頼により、国有鉄道職員の制服制定に携わる。この制服は現場の職員からは評判がよくなく、「澤田の洋服店に対する救済事業ではないか」「澤田が後藤に取り入ったのでないか」といった噂話がなされたという。
血脇守之助と交友があり、血脇の弟子である奥村鶴吉に娘を嫁がせ、血脇の書生だった野口英世が借金で渡米が危ぶまれた際に血脇が弁済した資金は澤田が拠出したとされる。
1918年に過労から病に倒れて自宅で療養生活に入り、北里柴三郎や血脇守之助の診療を受けた。1934年死去。葬儀は友人葬として実施され、葬儀委員長は米山梅吉だった。米山は没後の澤田家の財産後見人も務めている。
銀座の洋服店は番頭に引き継がれて1945年の東京大空襲で焼失するまで存続し、澤田が育てた仕立職人は「澤田会」を自主的に結成した。

## 著書
- 『米友協會會史』米友協會、1911年
- 『米国公使タウンゼント・ハリス』1917年